# Dikkedarmmeridiaan

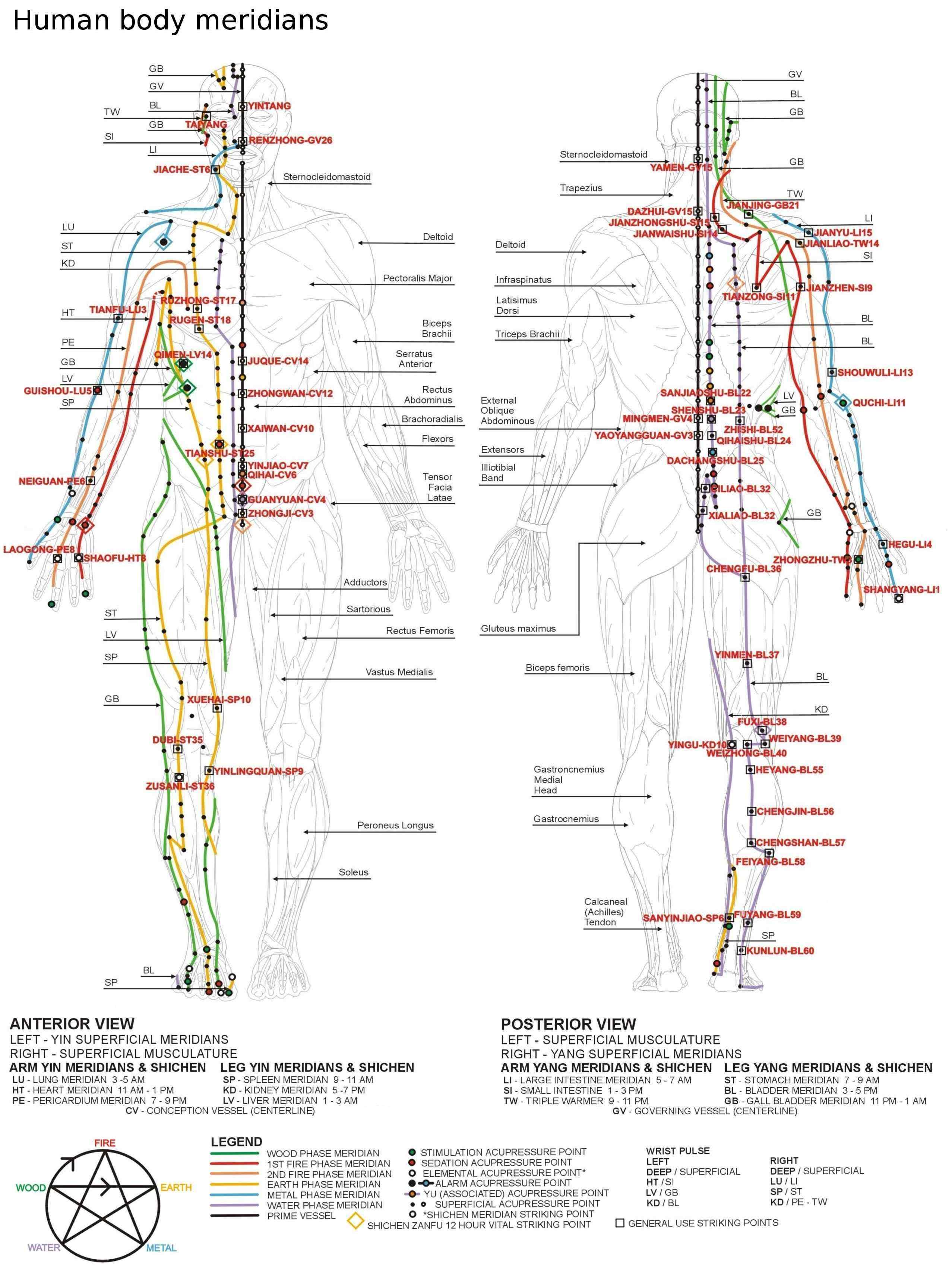
Overzicht van de 12 belangrijkste meridianen

De dikkedarmmeridiaan (Shou Yang Ming) is een van de 12 belangrijkste meridianen in de traditionele Chinese geneeskunde.
De meridiaan loopt vanaf de wijsvinger (duimzijde) ter hoogte van de nagelriem via de buitenkant van de arm en de bovenzijde van de schouder via de hals tot naast de neusvleugel. Volgens de traditionele Chinese geneeskunde is deze meridiaan een yangmeridiaan en behoort deze tot het element metaal. Tussen 05.00 en 07.00 uur zou deze energie het meest actief zijn. Op de dikkedarmmeridiaan zitten twintig punten die gebruikt worden binnen de acupunctuur, acupressuur en reflexologie. Deze zouden invloed hebben op neus, tanden, keel, darm en huid.
longmeridiaan · dikkedarmmeridiaan · dunnedarmmeridiaan · maagmeridiaan · miltmeridiaan · hartmeridiaan · blaasmeridiaan · niermeridiaan · pericardiummeridiaan · drievoudige verwarmermeridiaan · galblaasmeridiaan · levermeridiaan